# Pressure Points
Pressure Points ist eine finnische Progressive-Death-Metal-Band aus Heinola, die 2004 gegründet wurde.

## Geschichte
Die Band wurde im Sommer 2004 von dem Schlagzeuger Vili Auvinen und dem Sänger und Gitarristen Kari Olli gegründet, nachdem sie festgestellt hatten, dass sie dieselben musikalischen Interessen haben. Es folgten die ersten Proben und die ersten Songs wurden erschaffen, ehe Janne Parikka im Herbst als Bassist hinzukam. Zu dritt spielten sie etwa ein halbes Jahr lang, wobei auch ein erstes Demo entstand. Nachdem Juho Suortti als zweiter Gitarrist hinzugekommen war, wurde Veli-Matti Kyllönen Anfang 2007 als Keyboarder hinzugefügt. 2008 belegte die Band den dritten Platz bei den Finnish Metal Awards in der Kategorie „Bestes Demo“, 2010 nahm sie den zweiten Platz in der Kategorie „Newcomer des Jahres“ ein. Im Januar 2010 erschien über Firebox Records das Debütalbum Remorses to Remember, dem sich im August 2015 über 7hard das zweite Album unter dem Namen False Lights anschloss. In ihrer Karriere hat die Band bisher über 100 Auftritte inner- und außerhalb Finnlands abgehalten und trat dabei unter anderem zusammen mit Insomnium, Nile, Keep of Kalessin, Katatonia, Samael und Septicflesh auf.

## Stil
Ryan Sparks von seaoftranquility.org ordnete die Band in seiner Rezension zu Remorses to Remember dem Progressive Death Metal zu. Er stellte Gemeinsamkeiten zu Opeth fest, wobei die Gruppe Gebrauch von Tempowechseln mache. Der Gesang schwanke zwischen klarem und gutturalem Gesang. Zudem sei auch gelegentlich eine Hammondorgel hörbar. Auch Michael Klaas von Metal.de bemerkte in seiner Rezension zu False Lights eine Gemeinsamkeit zu Opeth. Außerdem seien auch Einflüsse von Amorphis und Ghost Brigade auszumachen. Die Ähnlichkeit zu Opeth werde vor allem durch „lange, komplex strukturierte Songs, große, anspruchsvolle Melodiebögen und [den] Wechsel zwischen gutturalem und klarem Gesang“ bewirkt.

## Diskografie
- 2004: Pain Dimension (Demo, Eigenveröffentlichung)
- 2006: Edge of Endurance (Demo, Eigenveröffentlichung)
- 2008: Pain Dimension (Single, Eigenveröffentlichung)
- 2010: Remorses to Remember (Album, Firebox Records)
- 2015: False Lights (Album, 7hard)
- 2022: The Night Inside (Single, Art Gates Records)